# Sant Bartomeu de la Quadra
Sant Bartomeu de la Quadra és un poble que pertany al terme municipal de Molins de Rei. Està situat dins la serra de Collserola, al coll de les Penyes d'en Castellví entre la riera de Santa Creu i la riera de Vallvidrera. El nucli se situa en una cota mitjana de 150 msnm. L'any 2011 eren 271 els seus habitants. Se celebra la festa major per Sant Bartomeu, el 24 d'agost.
Al nucli s'hi accedeix mitjançant la carretera de Molins de Rei a Vallvidrera.
L'orografia ve molt condicionada per la seva hidrologia: l'àrea urbanitzada és conformada pel Torrent de les Penyes, que arrenca de la Font Calenta, per una banda; i per la Riera de Sant Bartomeu, per l'altra. El relleu és accidentat amb desnivells de 15 a 25 metres i pendents força alts.

## Història
A partir del segle ix el nucli de Sant Bartomeu apareix sota el nom de "La Quadra de Sant Bartomeu" en diferents documents del Cartulari de Sant Cugat i l'Arxiu de la Corona d'Aragó. En aquests s'indica que el nucli tenia església, casa rectoral i cementiri. Algunes de les cases situades a l'entorn de l'actual església (erigida en el mateix lloc que l'anterior) mostren exemples de panys de paret construïts en opus espicatus, fet que denota un origen molt antic d'aquestes. A banda del nucli proper a l'església en l'entorn existeixen diverses cases de finals del segle xix.
Tot i pertànyer al desaparegut municipi de Santa Creu d'Olorda, el creixement del lloc és estretament lligat amb la fixació de primeres residències i llocs d'estiueig dels habitants de Molins de Rei. Degut a la divisió del municipi de Santa Creu d'Olorda, l'any 1916, el nucli fou incorporat a Molins de Rei.
A partir de la dècada de 1960 és quan Sant Bartomeu assoleix les dimensions i densitats actuals. L'aprovació del Pla General Metropolità de 1976 d'implantació de nous habitatges restà paral·litzada.

## Patrimoni Monumental
L'església parroquial de Sant Bartomeu de la Quadra, esmentada el 1143 com a Sant Bartomeu d'Olorda, va ser enderrocada el 1936. Amb les mateixes pedres es va construir un nou temple el 1947, d'una nau, amb campanar de torre quadrada. El 1868 fou erigida en parròquia independent.
L'església antiga, segurament romànica, va ser destruïda pedra per pedra el 1936. Segons antigues fotografies, l'edifici era d'una nau capçada per un absis semicircular, tenia una absidiola a tramuntana, un porxo a migdia i la porta duia la data del 1636. Se'n conserven quatre capitells de tradició preromànica.
L'església conservava un retaule gòtic dedicat a sant Bartomeu, del segle xv, amb escenes de la vida i martiri de l'apòstol. Desaparegut el 1936, algunes taules són actualment al Museu Diocesà de Barcelona. Els altres retaules, el del Roser i el de Sant Isidre, dels segles xvi i xvii, juntament amb alguns quadres, també desaparegueren el 1936.
Així mateix, aleshores es va perdre el fons documental de la parròquia. El 1947 es va inaugurar l'església actual, construïda amb la pedra de l'església enderrocada, al mateix lloc i orientada com ho era la vella, també d'una sola nau; després s'hi afegí l'altar del Santíssim, el campanar i altres dependències.

## Clima
El clima de la zona correspon al tipus mediterrani. La distribució de precipitacions té com a períodes de màxima els mesos de setembre i octubre i com a mesos de mínima, els de juliol i agost. Les característiques de les precipitacions són del caire del xàfecs torrencials intensos i de curta durada, fet que suposa una forta erosió per arrossegament de materials.

## Flora i fauna
Quant a la flora, l'àrea de La Rierada presenta frondoses pinedes de pi blanc i de pi pinyer. El sotabosc és propi de l'alzinar. Probablement l'alzinar fou la principal espècie, temps enrere, del bosc però aquest ha estat desplaçat pel pi. A les fondalades, el sotabosc és típic de les raconades humides, amb tota mena d'espècies com l'arç blanc, llentiacie, plantes enfiladisses, esbarzers, esparreguera, lligabosc, etc.
Pel que fa a la fauna hi són presents els animals propis de la zona i en destaca la varietat i abundància d'espècies d'ocells.